# Triphora pyrrha
Triphora pyrrha är en snäckart som först beskrevs av J. B. Henderson och Bartsch 1914.  Triphora pyrrha ingår i släktet Triphora och familjen Triphoridae. Inga underarter finns listade i Catalogue of Life.